# Flying
Flying (Harrison/Lennon/McCartney/Starkey) är en låt av The Beatles från 1967. Låten spelas i filmen Across the Universe.

## Låten och inspelningen
Detta instrumentalstycke sattes 8 och 28 september 1967. Med tanke på att alla medlemmarna uppges som kompositörer tycks denna instrumentala blues med ett antal psykedeliska ljudeffekter har varit en kollektiv skapelse. Låten kom med på den dubbla EP:n/LP:n Magical Mystery Tour, som utgavs i USA som LP 27 november 1967 och i England som en dubbel-EP 8 december 1967. 